# Koupiansk-Vouzlovyï
Koupiansk-Vouzlovyï (ukrainien : Куп'янськ-Вузловий) est une commune urbaine de l'oblast de Kharkiv, en Ukraine. Elle comptait 8 397 habitants en 2021.

## Géographie

### Situation
Kupyansk-Vuzlovyj est située sur la rive gauche de la rivière Oskil, immédiatement au sud-sud-est de la ville de Koupiansk, mais en occupant uniquement la rive orientale de l'Oskil, contrairement à la ville de Koupiansk, qui s'étend sur les deux rives. La rivière Oskil est un affluent du Donets, dans le bassin hydrographique du fleuve Don.
À la suite de la réforme territoriale de 2020 et de la création de communautés territoriales, Kupiansk-Vuzlovyi a fusionné dans la Communauté territoriale de Koupiansk (uk).

## Histoire

### Origine
C'est une commune urbaine depuis 1925.La ville a été créée pour desservir la gare éponyme.

### XXesiècle

#### Seconde Guerre mondiale
Pendant la Seconde Guerre mondiale, elle a été occupée par l'Allemagne nazie de juillet 1942 à février 1943.

### XXIesiècle

#### Invasion russe de l'Ukraine en 2022
Lors de l'invasion de l'Ukraine par la Russie de 2022, Koupiansk-Vouzlovyï est capturée par les forces armées russes, ces derniers utilisant la gare de Koupiansk-Vouslovyï comme centre logistique.
Le 27 septembre 2022, Koupiansk-Vouzlovyï est libérée de l'occupation russe.

## Voir aussi

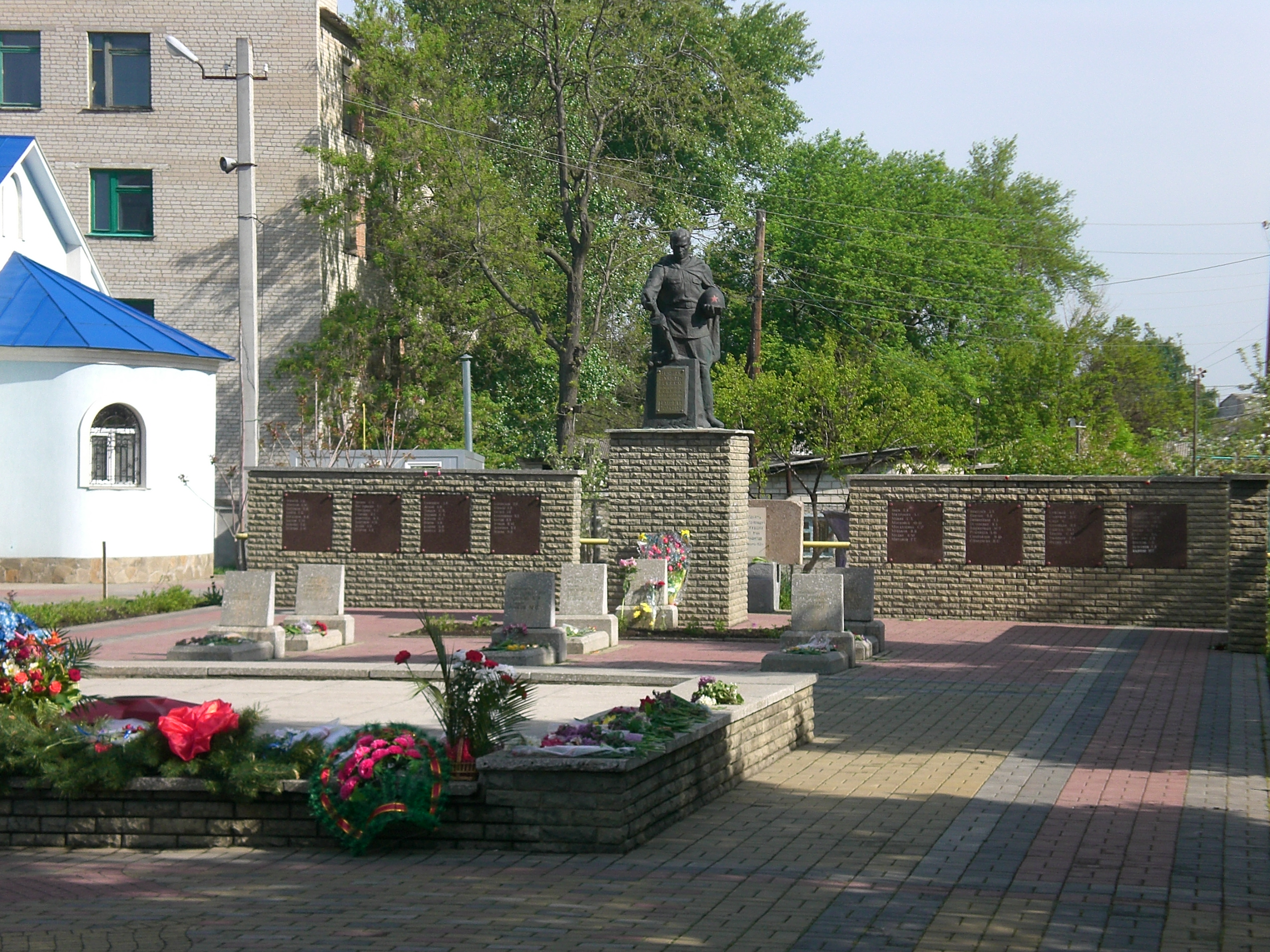
Mémorial à la Seconde guerre mondiale, classé
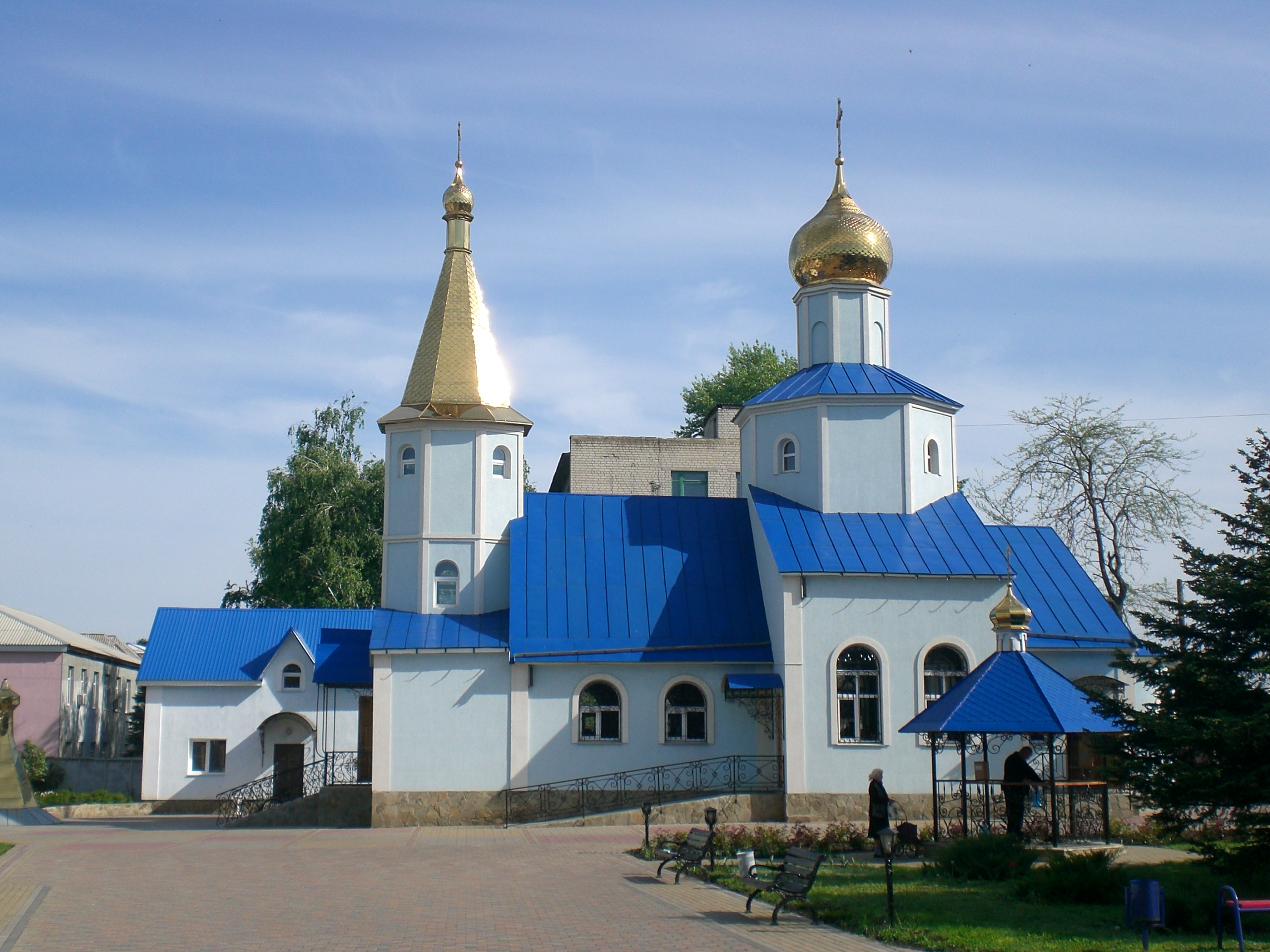
église.